# Блокс, Ян
Ян Блокс (нидерл. Jan Blockx, полное имя — Йоаннес Йозефус Блокс нидерл. Joannes Josephus Blockx; 25 января 1851, Антверпен, Бельгия — 26 мая 1912, там же) — бельгийский композитор, дирижёр.

## Биография
Ученик Франса Аэрта, Жозефа Каллаэрта (Антверпенская консерватория), Петера Бенуа (Фламандская музыкальная школа) и Карла Райнеке (Лейпцигская консерватория). В 1886 г. стал преподавателем Фламандской музыкальной школы, а в 1901 г. — директором Фламандской консерватории. Один из зачинателей фламандского направления в бельгийской музыке.
В своих произведениях использовал бельгийские народные песни, сюжеты из фламандской истории.
Автор произведений для музыкального театра, сюжеты которых связаны с фламандской историей: опер «Принцесса таверн» (1896 год), «Тиль Уленшпигель» (1900 год), «Морская невеста» (1901 год), поставленных в Антверпене в «Фламандской опере»,  балета «Миленка» (1886 год), поставленного в Брюсселе театром «Ла Монне». Имел также симфонические, вокальные и другие произведения.
Член Королевской академии Бельгии (1903).
Умер от инсульта в 1912 году. Похоронен на антверпенском кладбище Схонселхоф.

## Сочинения
- симфония № 1
- опера / Op den Stroom (1875)
- опера / De Klokke Roelandt (1888)
- опера «Принцесса таверны» / De Herbergprinses (1896, Антверпен), одна из первых фламандских опер)
- опера «Невеста моря» / De Bruid der Zee (1901)
- опера «Тиль Уленшпигель» / Tijl Uilenspiegel (1900, Брюссель, 2-я редакция 1920, там же)
- комическая опера «Мэтр Мартин» / Maître Martin
- опера / Die Scheldezang (1903)
- опера «Рита» / Rita
- опера «Бальди» / Baldie
- опера / De Kapel
- опера / Iets Vergeten
- балет «Миленка» / Milenka
- кантата «Фламандские танцы» / Vlaamse Dansen
- оратория «Море» для оркестра / De Zee
- увертюра «Рубенс» / Rubens